# Six (Fernsehserie)
Six ist eine US-amerikanische Fernsehserie. Die wöchentliche Serie ist von History in Auftrag gegeben worden, die erste Staffel umfasste acht Folgen à 45 Minuten. Die Ausstrahlung in den USA begann am 18. Januar 2017. Der Auftrag für eine zweite Staffel mit zehn Folgen wurde im Februar 2017 der Produktionsfirma A+E Studios und den ausführenden Produzenten The Weinstein Company erteilt. Seit dem 28. Juli 2017 ist die Serie in deutscher Synchronisation bei Amazon Video verfügbar.
Am 29. Juni 2018 verkündete History die Absetzung der Serie mit dem Ende der zweiten Staffel.

## Handlung

### Staffel 1
Die Handlung erzählt den Alltag einer Gruppe von Navy SEALs im SEAL Team 6, lotet die privaten und beruflichen Lebenssituationen in ihrer Konflikthaftigkeit aus und widmet sich in einer zweiten Handlungsebene der Struktur eines Terrornetzwerkes, dessen Vorbild al-Qaida sein könnte. Beide Ebenen kreuzen sich und bedingen einander.
SEAL Team 6 soll 2014 in Afghanistan Hatim Al-Muttaqi festnehmen, den Anführer eines großen Terrornetzwerkes. Der Einsatz geht jedoch schief. Richard „Rip“ Taggart, der Troop Chief der Einheit, begeht dabei zudem ein Kriegsverbrechen: Er erschießt einen unbewaffneten Zivilisten. Der daraufhin in der Einheit ausbrechende Konflikt, ob dieses Kriegsverbrechen angezeigt werden muss, spaltet die sich als „Brüder“ verstehenden Männer. Joe „Bear“ Graves, der ein besonderes Verhältnis zu Rip hat, und Ricky „Buddha“ Ortiz beziehen gegen Alex Caulder Stellung. Der Vorfall wird unter den Teppich gekehrt. Rip verlässt die Einheit als menschliches Wrack und verdingt sich als Sicherheitsbeauftragter einer Ölgesellschaft in Nigeria.
Bei der Eröffnung einer Mädchenschule, die durch die Ölgesellschaft gesponsert wird, überfällt zwei Jahre später die Boko Haram die Schule und nimmt Rip, die Lehrerin Na'omi und mehrere Schülerinnen als Geiseln. Die Entführung des ehemaligen SEALs gelangt in die Medien, woraufhin Michael Nasry, der Bruder des von Rip ermordeten Zivilisten, auf ihn aufmerksam wird. Nasry ist inzwischen führendes Mitglied von Al-Muttaqis Terrornetzwerk, welches auch über das Internet versucht, junge Mädchen und Frauen zu radikalisieren und sie als Werkzeug für Terroranschläge zu missbrauchen. Nasry setzt alles daran, Rip in die Hände zu bekommen. Ihm steht ein von Akmal Barayev, einem ehemaligen Mitglied der GRU Speznas, hervorragend ausgebildetes und gut ausgerüstetes Team zur Verfügung. Währenddessen unternehmen die SEALs alles, um Rip, Na'omi und die Schülerinnen zu befreien.
Nasry gelingt es, einen Deal mit Boko Haram auszuhandeln und Taggart abzukaufen. Bei der geplanten Übergabe lässt er die anwesenden Mitglieder von Boko Haram jedoch erschießen und gelangt so auch an die anderen Geiseln. Die SEALs planen – bis zu diesem Zeitpunkt noch ohne Kenntnis der dritten Partei – zeitgleich die Befreiung der Geiseln, doch Nasry und seine Leute waren einen Tick schneller. In der folgenden Schießerei wird ein SEAL tödlich verwundet und die Terroristen können mit den Geiseln entkommen.
Nasrys Alleingang verärgert Hatim Al-Muttaqi, den Anführer und selbsternannten Emir des Terrornetzwerks. Von Taggart dazu überredet versucht dieser Deals mit Boko Haram und den USA auszuhandeln: Die Übergabe des inzwischen gefangen genommenen Nasrys an Boko Haram als Wiedergutmachung sowie der Austausch Taggarts und der anderen Geiseln gegen 20 gefangene Dschihadisten. Nasry versucht daraufhin Barayev dazu zu überreden, Al-Muttaqi zu töten und ihn zu befreien.
Den USA gelingt es derweil, den Unterschlupf der Terroristen im Tschad ausfindig zu machen. Bei der Erstürmung des Gebäudekomplexes besiegen die SEALs nach schweren Kämpfen die Terroristen und nehmen Nasry gefangen. Taggart kann währenddessen mit der Hilfe Barayevs Al-Muttaqi töten und die Geiseln in Sicherheit bringen.
Wieder zu Hause in den USA, wird Taggart zwar wie ein Nationalheld gefeiert, kann sich aber nur langsam an die neue Rolle gewöhnen. Eines Abends wird er von einer von Nasrys Terroristinnen aufgespürt und angeschossen.

### Staffel 2
Rips Tod, der schließlich seinen Schussverletzungen erliegt, setzt Team 6 noch mehr unter Druck. Die CIA-Einsatzleiterin Gina Cline verfolgt währenddessen den bosnischen Extremisten-Anführer Dragan. Er sprengt sich in die Luft, doch sie gelangt in Besitz seines Buches, das Verbindungen zum Dschihadisten-Anführer mit dem Codenamen „Der Prinz“ offenbart. Dieser wird als ehemaliger CIA-Helfer Tamerlin Shishoni identifiziert.
Um an Shishoni heranzukommen, verhört Cline in einem geheimen CIA-Versteck in Mazedonien Michael Nasry, der sie mit wertvollen Tipps zur Ergreifung des „Prinzen“ versorgt. Die SEALs versuchen in Bosnien Shishoni zu schnappen, erwischen aber nur den Doppelgänger von ihm. Caulder entgeht nach einer Überdosis mit Oxycodon, um mit seinen Verletzungen durch Dragans Explosion fertig zu werden, nur knapp dem Tod.
Cline erfährt von den möglichen Verbindungen der Gruppe der Umman-Bewegung zu Russland. Der Prinz entführt daraufhin Andrew Hall, einen amerikanischen Geschäftsmann. Die Spur führt nach Aserbaidschan. Während der Razzia wird nur die Sekretärin gerettet, da Hall vorher an einen anderen Ort verlegt wurde. Der Prinz schickt der CIA ein Video, in dem er fordert, Nasry gegen Hall auszutauschen.
Beim Gefangenenaustausch tappen sie in eine Falle, da der Prinz vorhatte, Nasry und die SEALs zu töten und Cline lebendig zu fangen. Der Hinterhalt wird von den SEALs mit Hilfe der Dorfbewohner abgewehrt und Nasry aus der Gefangenschaft entlassen, um die Führung des Prinzen zu untergraben. Caulders Hirnverletzung scheint gefährlicher, als angenommen, zu sein. Michaels Rekrutin Marissa, die Taggert erschossen hatte, freundet sich mit Anabel und Jackie an.
Kurz nach der Rückkehr in die USA wird Cline von der CIA entlassen, erfährt aber von den Verbindungen des Prinzen zum russischen FSB. Michael führt eine Videokonferenz mit Marissa durch und verspricht ihr, alle SEALs zu töten. Michael tötet auch die FSB-Agenten, um seine Loyalität gegenüber dem Prinzen zu beweisen. Marissa unternimmt einen Versuch, Ortiz zu ermorden, scheitert jedoch daran.
Während der Razzia in einer verlassenen Kupfermine in Ititala, Aserbaidschan, retten die SEALs Hall erfolgreich, aber die Dorfbewohner, die dem Prinzen treu sind, überfallen das Team. Cline wird von Ortiz überzeugt, dass Nasry ein Verräter sei, und befiehlt einen Drohnenangriff auf Nasrys letzte Position. Sie führt noch ein letztes Gespräch mit dem Prinzen, bevor beide von seiner Selbstmordgranate getötet werden. 
Marissa versucht erneut die Ortiz-Familie zu ermorden, ist aber nur bei Lena erfolgreich, bevor sie von Jackie getötet wird.

## Kritik
Die Serie neigt wie ähnliche Produktionen dazu, die Handlung in einem klaren Gut-Böse-Schema zu erzählen und verzichtet auch nicht auf US-Patriotismus. Die psycho-sozialen Defekte, die bei Menschen entstehen, die sich professionell mit Krieg und Gewalt beschäftigen, sind zwar präsent, werden aber im Stil einer Drama-Serie, also mit einer gewissen Oberflächlichkeit, dargestellt.

## Besetzung und Synchronisation
Die deutsche Synchronisation entsteht nach Dialogbüchern von und unter der Dialogregie durch Daniel Anderson durch die Synchronfirma TV+Synchron in Berlin.
| Rolle                 | Schauspieler     | Synchronsprecher          |
| --------------------- | ---------------- | ------------------------- |
| Joe „Bear“ Graves     | Barry Sloane     | Peter Lontzek             |
| Armin "Fishbait" Khan | Jaylen Moore     | Valentin Stilu            |
| Alex Caulder          | Kyle Schmid      | Florian Hoffmann          |
| Ricky „Buddha“ Ortiz  | Juan Pablo Raba  | Jaron Löwenberg           |
| Robert Chase          | Edwin Hodge      | Matti Klemm               |
| Lena Graves           | Brianne Davis    | Nadine Heidenreich        |
| Jackie Ortiz          | Nadine Velazquez | Antje von der Ahe         |
| Michael Nasry         | Dominic Adams    | Nicolás Artajo            |
| Richard „Rip“ Taggart | Walton Goggins   | Sebastian Christoph Jacob |
| Anabel Ortiz          | Jessica Garza    | Angelina Geisler          |

## Episodenliste

### Staffel 1
| Nr. (ges.) | Nr. (St.) | Deutscher Titel   | Originaltitel      | Erstausstrahlung USA | Deutschsprachige Erstausstrahlung (D/A) | Regie               | Drehbuch                            |
| ---------- | --------- | ----------------- | ------------------ | -------------------- | --------------------------------------- | ------------------- | ----------------------------------- |
| 1          | 1         | Afghanistan       | Pilot              | 18. Jan. 2017        | 28. Juli 2017                           | Lesli Linka Glatter | David Broyles & William Broyles     |
| 2          | 2         | Esther            | Her Name Is Esther | 25. Jan. 2017        | 28. Juli 2017                           | Lesli Linka Glatter | David Broyles                       |
| 3          | 3         | Der Einsatz       | Tour of Duty       | 1. Feb. 2017         | 28. Juli 2017                           | Kimberly Peirce     | Bruce C. McKenna                    |
| 4          | 4         | Mann am Boden     | Man Down           | 8. Feb. 2017         | 28. Juli 2017                           | Mikael Salomon      | Alfredo Barrios Jr.                 |
| 5          | 5         | Kollateralschaden | Collateral         | 15. Feb. 2017        | 28. Juli 2017                           | Peter Werner        | Karen Campbell                      |
| 6          | 6         | Das Geständnis    | Confession         | 22. Feb. 2017        | 28. Juli 2017                           | Clark Johnson       | William Broyles & Bruce C. McKenna  |
| 7          | 7         | Blutsbrüder       | Blood Brothers     | 1. März 2017         | 28. Juli 2017                           | Mikael Salomon      | David Broyles & Bruce C. McKenna    |
| 8          | 8         | Endspiel          | End Game           | 8. März 2017         | 28. Juli 2017                           | Alex Graves         | David Broyles & Alfredo Barrios Jr. |

### Staffel 2
| Nr. (ges.) | Nr. (St.) | Deutscher Titel     | Originaltitel         | Erstausstrahlung USA | Deutschsprachige Erstausstrahlung (D/A) | Regie           | Drehbuch                         |
| ---------- | --------- | ------------------- | --------------------- | -------------------- | --------------------------------------- | --------------- | -------------------------------- |
| 9          | 1         | Die arabische Löwin | Critical              | 28. Mai 2018         | 29. Mai 2018                            | Colin Bucksey   | David Broyles                    |
| 10         | 2         | Geister             | Ghosts                | 30. Mai 2018         | 31. Mai 2018                            | Kimberly Peirce | Bruce C. McKenna                 |
| 11         | 3         | Allah ist groß      | Dua                   | 6. Juni 2018         | 7. Juni 2018                            | Stephen Surjik  | Alfredo Barrios Jr.              |
| 12         | 4         | Visionen            | Seesaw                | 13. Juni 2018        | 14. Juni 2018                           | Steve Shill     | Emmy Grinwis                     |
| 13         | 5         | Masken              | Masks                 | 20. Juni 2018        | 21. Juni 2018                           | Peter Werner    | Max Adams                        |
| 14         | 6         | Indianerland        | Indian Country        | 27. Juni 2018        | 28. Juni 2018                           | Scott Mann      | David Broyles & Bruce C. McKenna |
| 15         | 7         | Kishnet             | FUBAR                 | 4. Juli 2018         | 5. Juli 2018                            | Mikael Salomon  | Alfredo Barrios Jr.              |
| 16         | 8         | Bluthunde           | Scorpions in a Bottle | 18. Juli 2018        | 19. Juli 2018                           | Michael Morris  | Vincent Pagano                   |
| 17         | 9         | Die Abrechnung      | The Reckoning         | 25. Juli 2018        | 26. Juli 2018                           | Stephen Kay     | Bruce C. McKenna & Max Adams     |
| 18         | 10        | Kismet              | Danger Close          | 1. Aug. 2018         | 2. Aug. 2018                            | Kimberly Peirce | David Broyles & Bruce C. McKenna |